# Foreste di conifere alpine di Honshu
L'ecoregione delle foreste di conifere alpine di Honshu (codice ecoregione: PA0511) si estende per 11500 km² sulle montagne più alte della regione centrale di Honshū e nella penisola di Oshima a Hokkaidō, in Giappone. Appartiene al bioma delle foreste di conifere temperate dell'ecozona paleartica.

## Flora e fauna
I diversi tipi di vegetazione riflettono la distribuzione della neve nella regione: in questa zona alpina si possono trovare lande, distese erbose e addirittura zone prive di vegetazione. Nelle regioni in cui il manto nevoso si scioglie prima, gli arbusti di pino nano siberiano (Pinus pumila) crescono in fitti boschetti che si adattano bene a un ambiente con scarsa umidità. Dove il terreno è impregnato da una quantità maggiore di acqua, alberi di latifoglie come ontani, sorbi e aceri si uniscono ai pini. Con l'avvicinarsi dell'autunno, questi alberi, in particolare gli aceri, brillano di foglie dai colori vivaci. In questa ecoregione la tsuga del Giappone (Tsuga diversifolia) cresce accanto a specie di Rhododendron e Menziesia. L'abete di Maries (Abies mariesii), l'abete di Veitch (A. veitchii) e l'abete rosso di Ezo (Picea jezoensis) crescono in foreste dal sottobosco ricoperto di piante erbacee. In certi punti si trovano densi boschetti di bambù del genere Sasa.
Nell'ecoregione abitano il cervo sika (Cervus nippon) e l'orso dal collare (Ursus thibetanus). Per quanto riguarda l'avifauna, degne di nota sono la pernice bianca (Lagopus muta) e l'aquila reale (Aquila chrysaetos).

## Popolazione
L'ecoregione delle foreste di conifere alpine di Honshu è caratterizzata da una bassissima densità abitativa, soprattutto nelle aree montane più elevate, dove la presenza umana permanente è pressoché assente. I centri abitati si trovano prevalentemente nelle valli o nelle zone pedemontane, mentre i rilievi più alti sono frequentati stagionalmente da escursionisti, alpinisti e appassionati di sport invernali, che contribuiscono localmente all'economia turistica. Tradizionalmente, alcune comunità hanno utilizzato i pascoli alpini per l'allevamento o la raccolta di piante officinali e funghi, ma le attività antropiche sono oggi fortemente limitate dall'asprezza del clima e dalle aree protette istituite per la conservazione della biodiversità. La presenza umana, dunque, ha un impatto ridotto sugli ecosistemi d'alta quota, che mantengono una relativa integrità ecologica.